# Annesley Woodhouse
Annesley Woodhouse – wieś w Anglii, w hrabstwie Nottinghamshire, w dystrykcie Ashfield. Leży 17 km na północny zachód od miasta Nottingham i 191 km na północny zachód od Londynu.